# Viper (Six Flags Great Adventure)
Viper in Six Flags Great Adventure (Jackson, New Jersey, Vereinigte Staaten) war eine Stahlachterbahn vom Modell Mega Coaster des Herstellers Togo, die im Juni 1995 eröffnet wurde. 2004 wurde die Bahn geschlossen und mit dem Abbau wurde im Juni 2005 begonnen.
Die 509 m lange Strecke erreichte eine Höhe von 27 m und besaß zwei Inversionen: einen Dive-Loop und eine Heartline-Roll. Die Höchstgeschwindigkeit betrug 77 km/h.
Der ursprüngliche Platz von Viper wird heute von Teilen der Bahn El Toro verwendet.

## Züge
Viper besaß drei Züge mit jeweils vier Wagen. In jedem Wagen konnten vier Personen (zwei Reihen à zwei Personen) Platz nehmen. Die Fahrgäste mussten mindestens 1,37 m groß sein, um mitfahren zu dürfen.